# Grand Prix automobile de Rosario 1947
Le Grand Prix automobile de Rosario 1947 (I Copa Acción de San Lorenzo) est un Grand Prix qui s'est tenu dans le parc de l'Indépendance à Rosario, le 23 février 1947.

## Classement de la course
| Pos. | Pilote               | Écurie                | Châssis             | Tours | Temps/Abandon                 | Grille |
| ---- | -------------------- | --------------------- | ------------------- | ----- | ----------------------------- | ------ |
| 1    | Achille Varzi        | Écurie Naphtra Course | Alfa Romeo Tipo 308 | 50    | 1 h 33 min 3 s 6 (90,02 km/h) |        |
| 2    | Luigi Villoresi      | Scuderia Ambrosiana   | Maserati 4CL        | 50    | + 0 s 4                       |        |
| 3    | Oscar Alfredo Gálvez | YPF/Cerveza Quilmes   | Alfa Romeo Tipo 308 | 49    | + 1 tour                      |        |
| 4    | Chico Landi          | Privé                 | Alfa Romeo Tipo 308 | 48    | + 2 tours                     |        |
| 5    | Juan Gálvez          | Privé                 | Alfa Romeo          | 47    | + 3 tours                     |        |
| 6    | Juan Manuel Fangio   | Privé                 | Ford T-Chevrolet    | ?     |                               |        |
| Abd. | « Raph »             | Écurie Naphtra Course | Maserati 6C         |       |                               |        |
| Abd. | Pascual Puopolo      | Privé                 |                     |       |                               |        |
| Abd. | Italo Bizio          | Privé                 | Alfa Romeo 8C 2900A |       |                               |        |
| Abd. | Pablo Pessatti       | Privé                 | Alfa Romeo 8C-35    |       |                               |        |
| Abd. | Giacomo Palmieri     | Scuderia Milano       | Maserati 6CM        |       |                               |        |
| Abd. | Pablo Llano          | Privé                 | Maserati 6CM        |       |                               |        |

- Légende: Abd.=Abandon.

## Pole position et record du tour
- Pole position :  Inconnu (Inconnu).
- Meilleur tour en course :  Inconnu (Inconnu).